# 보르크바르트
보르크바르트(Borgward)는 독일 브레멘에 소재했던 과거의 자동차 제조사이며 칼 F. W. 보르크바르트(1890~1963년)가 설립하였다. 국제적으로 보르크바르트(Borgward), 한사(Hansa), 골리앗(Goliath), 로이드(Lloyd) 4개 브랜드 차량을 생산했다. 보르크바르트의 이사벨라는 1950년대에 독일에서 가장 대중적인 프리미엄 모델들 가운데 하나였다. 이 그룹은 1961년에 영업을 중단하였다.
이 브랜드는 21세기에 중국에서 제조되는 슈투트가르트 기반 보르크바르트 그룹 AG 디자인 및 마케팅 자동차들과 함께 부활했다.